# جواد الزایری
جواد الزایری (عربی: جواد الزايري؛ زادهٔ ۱۷ آوریل ۱۹۸۲) بازیکن فوتبال اهل مراکش بود.
از باشگاه‌هایی که در آن بازی کرده‌است می‌توان به باشگاه فوتبال بوآویستا، باشگاه فوتبال المپیاکوس، باشگاه فوتبال نانت، باشگاه فوتبال آنورتوسیس فاماگوستا، باشگاه فوتبال الاتحاد، باشگاه فوتبال سوشو، و باشگاه فوتبال آستراس تریپولی اشاره کرد.
وی همچنین در تیم ملی فوتبال مراکش بازی کرده‌است.